# Eddie Polo
Eddie Polo (1 de febrero de 1875 - 14 de junio de 1961) fue un actor austriaco-estadounidense que trabajó en películas mudas. Polo era judío.

## Biografía
Nació como Edward W. Wyman o Weimer en Viena, Imperio austrohúngaro el 1 de febrero de 1875. Juntó con su hermano Sam trabajaron como trapecistas en The Flying Cordovas. A mediados de 1913, había aparecido en varios seriales y películas en Estados Unidos y se había convertido en un actor de acción en Alemania durante la década de 1920. Después de que su carrera terminara a mediados de 1940, empezó a trabajar como maquillador
Fue el padre de la actriz Malvina Polo (1903 - 2000), quién es conocida por interpretar a Marietta, la hija discapacitada de Andrew J. Hughes y Helen Hughes en Esposas frívolas(1922), que fue escrita y dirigida por Erich von Stroheim. Su hermano era el acróbata, actor y artista de maquillaje Sam Polo (1872 - 1966).
Polo murió en Hollywood, California tras sufrir un infarto agudo de miocardio.

## Filmografía
| Año  | Título                                  | Papel                      | Notas                                                                                |
| ---- | --------------------------------------- | -------------------------- | ------------------------------------------------------------------------------------ |
| 1915 | The Broken Coin                         | Rolleaux                   |                                                                                      |
| 1915 | The New Adventures of Terence O'Rourke  | Eddie                      |                                                                                      |
| 1915 | Graft                                   |                            | Serial                                                                               |
| 1915 | Lord John's Journal                     |                            |                                                                                      |
| 1916 | The Adventures of Peg o' the Ring       | Polo                       |                                                                                      |
| 1916 | Liberty                                 | Pedro                      | Serial Títulos alternativos: The Fangs of the Wolf Liberty, a Daughter of the U.S.A. |
| 1917 | The Bronze Bride                        | Pluma Blanca               |                                                                                      |
| 1917 | Money Madness                           | 'Harford' Red              |                                                                                      |
| 1917 | A Kentucky Cinderella                   | Ed Long                    |                                                                                      |
| 1917 | The Gray Ghost                          | Marco                      | Serial                                                                               |
| 1917 | The Plow Woman                          | Bill Matthews              |                                                                                      |
| 1917 | The Bull's Eye                          | Cody                       | Serial                                                                               |
| 1918 | The Lure of the Circus                  | Eddie Somers               | Serial                                                                               |
| 1920 | The Vanishing Dagger                    | John Edward Grant          | Serial                                                                               |
| 1920 | King of the Circus                      | Eddie King                 | Serial                                                                               |
| 1921 | Do or Die                               | Jack Merton                | Serial                                                                               |
| 1921 | The Terror Streak                       | Cyclone Smith              |                                                                                      |
| 1921 | The Secret Four                         |                            | Serial                                                                               |
| 1922 | Captain Kidd                            | Edward Davis               | Serial                                                                               |
| 1922 | Der Fluch der Habgier                   |                            |                                                                                      |
| 1923 | The Knock on the Door                   |                            |                                                                                      |
| 1923 | Prepared to Die                         | John Pendleton Smythe      |                                                                                      |
| 1927 | The Owl                                 | Jack Clifford              | Part 1, 2                                                                            |
| 1927 | Der Geheimtresor                        | Eddie                      |                                                                                      |
| 1928 | Eddy Polo in the Wasp's Nest            | Eddy Polo                  |                                                                                      |
| 1928 | Hands Up, Eddy Polo                     | Eddy Polo                  |                                                                                      |
| 1929 | On the Reeperbahn at Half Past Midnight | Heini Box                  |                                                                                      |
| 1929 | Hände hoch, hier Eddy Polo              | Eddy Polo                  |                                                                                      |
| 1929 | The Daredevil Reporter                  | Reporter                   |                                                                                      |
| 1929 | Der gefesselte Polo                     | Eddy Polo                  |                                                                                      |
| 1929 | Geheimpolizisten                        | Franz Hayn                 |                                                                                      |
| 1929 | Rache für Eddy                          | Sergeant Eddy Webster      |                                                                                      |
| 1930 | Of Life and Death                       | Artist                     |                                                                                      |
| 1930 | Witnesses Wanted                        | Himself                    |                                                                                      |
| 1932 | All is at Stake                         |                            |                                                                                      |
| 1940 | It's a Date                             | Quarter Master             |                                                                                      |
| 1940 | La Conga Nights                         | Señor Boca                 | Sin acreditar                                                                        |
| 1940 | Son of Roaring Dan                      | Charlie Gregg              |                                                                                      |
| 1940 | Spring Parade                           | Cafe Proprietor            | Sin acreditar                                                                        |
| 1940 | Law and Order                           | Bartender Ed               | Sin acreditar                                                                        |
| 1941 | The Wolf Man                            | Churchgoer                 | Sin acreditar                                                                        |
| 1942 | Don Winslow of the Navy                 | Lab Assistant              | Serial, [Chs. 8-9], Sin acreditar                                                    |
| 1942 | Gang Busters                            | Pilot                      | Serial, [Chs. 1-2], Sin acreditar                                                    |
| 1942 | The Secret Code                         | Special Delivery Messenger | Serial, [Ch.7], Sin acreditar                                                        |
| 1942 | Deep in the Heart of Texas              | Townsman                   | Sin acreditar                                                                        |
| 1943 | Honeymoon Lodge                         | Gas Station Attendant      | Sin acreditar                                                                        |
| 1943 | Crazy House                             | Stooge                     | Sin acreditar                                                                        |
| 1944 | The Climax                              | Stagehand                  | Sin acreditar                                                                        |
| 1946 | Two Sisters from Boston                 | Waiter                     | Sin acreditar                                                                        |